# Return of the Secaucus 7
Return of the Secaucus 7 is een Amerikaanse dramafilm uit 1980 en was de debuutfilm van regisseur John Sayles.

## Invloed
De film over een groep oud-scholieren die na lange tijd weer terugkomen in hun oude school wordt gezien als de voorloper van het genré reünie-film wat in de jaren tachtig heel populair was. Een bekend voorbeeld van de reünie-film is The Big Chill, die film leek zoveel op Return of the Secaucus 7 dat er zelfs weleens van gesproken is dat het een remake was. Lawrence Kasdan, de scriptschrijver van The Big Chill heeft dit gerucht echter ontkend en beweerd dat hij Return of the Secaucus 7 nog niet gezien had toen hij het script schreef. De film werd in 1997 toegevoegd aan het National Film Registry.

## Rolverdeling
| Acteur           | Personage       |
| ---------------- | --------------- |
| Bruce MacDonald  | Mike Donnelly   |
| Maggie Renzi     | Katie Sipriano  |
| Adam LeFevre     | J.T.            |
| Maggie Cousineau | Frances Carlson |
| Gordon Clapp     | Chip Hollister  |
| Jean Passanante  | Irene Rosenblum |
| Karen Trott      | Maura Tolliver  |
| Mark Arnott      | Jeff Andrews    |
| David Strathairn | Ron Desjardins  |
| John Sayles      | Howie           |
| Marisa Smith     | Carol           |
| Amy Schewel      | Lacey Summers   |
| Carolyn Brooks   | Meg             |
| Eric Forsythe    | Captain         |
| Nancy Mette      | Lee             |

## Trivia
- Acteur David Strathairn maakte in Return of the Secaucus 7 zijn film- en acteerdebuut.